# Họ Thủy nữ
Họ Thủy nữ hay họ Trang (danh pháp khoa học: Menyanthaceae) là một họ thực vật thủy sinh và đầm lầy thuộc bộ Cúc (Asterales). Họ này chứa khoảng 40-70 loài cây thân thảo trong 6 chi, phân bố rộng khắp thế giới. Các lá đơn hay kép, hình tròn hay chân vịt, mọc so le từ thân rễ bò trườn. Ở chi sống thủy sinh là Nymphoides, các lá nổi trên mặt nước và đỡ một cụm hoa mỏng manh, dạng tán hay chùm. Ở các chi khác thì cụm hoa mọc thẳng và bao gồm 1 (như ở chi Liparophyllum) tới nhiều hoa. Hoa có cánh hoa hợp sinh, thụ phấn nhờ côn trùng, chia thành 5 phần và có màu vàng hay trắng. Các cánh hoa có tua lông tơ hoặc được tô điểm bằng các cánh ở bên. Bầu nhụy thượng. Quả là dạng quả nang.
Các loài trong họ Menyanthaceae phân bố khắp thế giới. Các chi Menyanthes và Nephrophyllidium chỉ có ở Bắc bán cầu, trong khi các chi Liparophyllum, Ornduffia và Villarsia lại chỉ có ở Nam bán cầu. Chi Nymphoides có sự phân bố rộng khắp.
Các loài trong họ Menyanthaceae có giá trị làm cây cảnh trong vườn, với Nymphoides được trao đổi nhiều nhất.
Hoa dị kiểu lưỡng hình có ở mọi chi, ngoại trừ chi Liparophyllum. Ngoài ra, 4 loài Nymphoides là dạng đơn tính khác gốc.

## Các chi
- Liparophyllum nghĩa rộng: 8 loài, bao gồm Liparophyllum gunnii cộng 6 loài từ nhánh hỗn tạp của chi Villarsia và loài Nymphoides exigua chuyển sang.
- Menyanthes: 1 loài thụy thái (Menyanthes trifoliata)
- Nephrophyllidium (bao gồm cả Fauria): 1 loài (Nephrophyllidium crista-galli)
- Nymphoides (bao gồm cả Limnanthemum, cộng Villarsia cambodiana = Nymphoides cambodiana[5], trừ đi Nymphoides exigua --> Liparophyllum exiguum): Khoảng gần 40-52 loài thủy nữ, trang, cang, ráng, rau hạnh, thủy kim liên, súng ma.
- Ornduffia: Tách ra năm 2009 từ nhánh Australia (hay nhánh lồng ghép nông) của chi Villarsia. 7 loài.
- Villarsia nghĩa hẹp: Khoảng 3 loài của nhánh Nam Phi.

## Phát sinh chủng loài
Các mối quan hệ trong phạm vi họ Menyanthaceae được Tippery và ctv (2008), Tippery và Les (2008) làm sáng tỏ. Theo họ thì [Menyanthes + Nephrophyllidium] là nhóm có quan hệ chị em với phần còn lại của họ trong khi Villarsia nghĩa rộng là rất cận ngành, bao gồm ba nhánh. Chi này đã được Tippery và Les (2009) tách ra thành Villarsia nghĩa hẹp chỉ bao gồm nhánh Nam Phi và hai nhánh còn lại được chuyển sang các chi Liparophyllum (nhánh hỗn tạp) và Ornduffia (nhánh Australia).
Cây phát sinh chủng loài dưới đây lấy theo Tippery và Les (2009)

|  | Menyanthes trifoliata         |
|  |                               |
|  | Nephrophyllidium crista-galli |
|  |                               |

|  | Villarsia sensu stricto (nhánh Nam Phi)                                 |
|  |                                                                         |
|  | \| \| Liparophyllum sensu lato \| \| \| \| \| \| Nymphoides \| \| \| \| |
|  |                                                                         |
|  | Liparophyllum sensu lato                                                |
|  |                                                                         |
|  | Nymphoides                                                              |
|  |                                                                         |

|  | Liparophyllum sensu lato |
|  |                          |
|  | Nymphoides               |
|  |                          |

|  | Villarsia sensu stricto (nhánh Nam Phi)                                 |
|  |                                                                         |
|  | \| \| Liparophyllum sensu lato \| \| \| \| \| \| Nymphoides \| \| \| \| |
|  |                                                                         |
|  | Liparophyllum sensu lato                                                |
|  |                                                                         |
|  | Nymphoides                                                              |
|  |                                                                         |

|  | Liparophyllum sensu lato |
|  |                          |
|  | Nymphoides               |
|  |                          |

|  | Menyanthes trifoliata         |
|  |                               |
|  | Nephrophyllidium crista-galli |
|  |                               |

|  | Villarsia sensu stricto (nhánh Nam Phi)                                 |
|  |                                                                         |
|  | \| \| Liparophyllum sensu lato \| \| \| \| \| \| Nymphoides \| \| \| \| |
|  |                                                                         |
|  | Liparophyllum sensu lato                                                |
|  |                                                                         |
|  | Nymphoides                                                              |
|  |                                                                         |

|  | Liparophyllum sensu lato |
|  |                          |
|  | Nymphoides               |
|  |                          |

|  | Villarsia sensu stricto (nhánh Nam Phi)                                 |
|  |                                                                         |
|  | \| \| Liparophyllum sensu lato \| \| \| \| \| \| Nymphoides \| \| \| \| |
|  |                                                                         |
|  | Liparophyllum sensu lato                                                |
|  |                                                                         |
|  | Nymphoides                                                              |
|  |                                                                         |

|  | Liparophyllum sensu lato |
|  |                          |
|  | Nymphoides               |
|  |                          |

## Phân loại cũ
Các iridoit của họ Menyanthaceae khác biệt về mặt hóa học với các iridoit của họ Long đởm (Gentianaceae), mà các thành phần của họ Menyanthaceae từng có thời được đưa vào trong đó, mặc dù kiểu đính noãn là tương tự. Hiện tại Quần thực vật Trung Hoa vẫn đặt hai chi có loài sinh sống tại Trung Quốc là Menyanthes và Nymphoides trong họ Gentianaceae.
Họ Menyanthaceae từng được đặt trong bộ Cà (Solanales) theo như hệ thống Cronquist (1981), nhưng sự lưu trữ inulin là không phù hợp với vị trí này. Các thạch bào phân nhánh và các ống không khí là sự tương tự giữa Menyanthaceae và họ Súng (Nymphaeaceae), nhưng cả hai đều là thực vật thủy sinh nên khó có thể cho rằng chúng có quan hệ gần.

## Hình ảnh

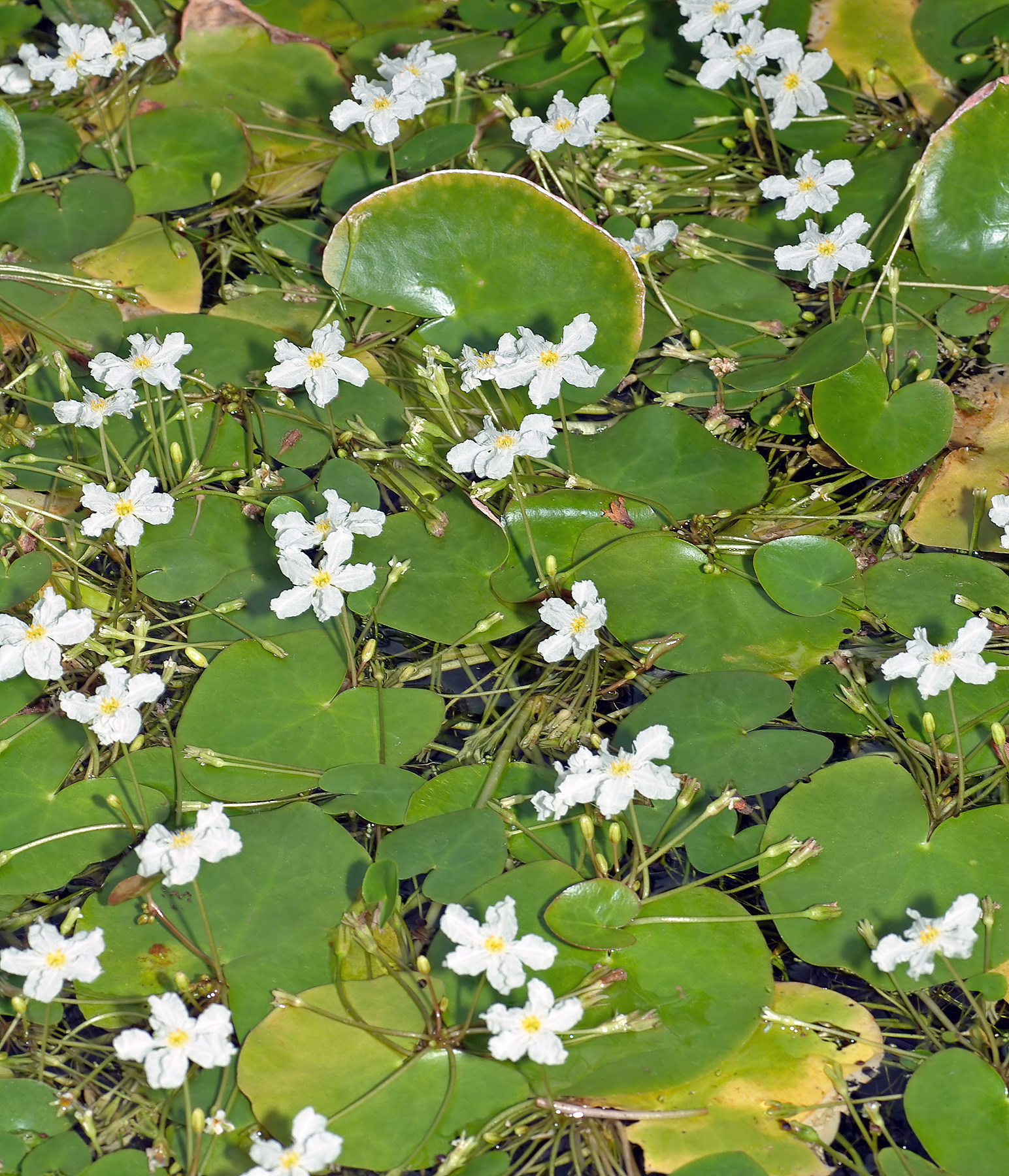
Nymphoides ezannoi
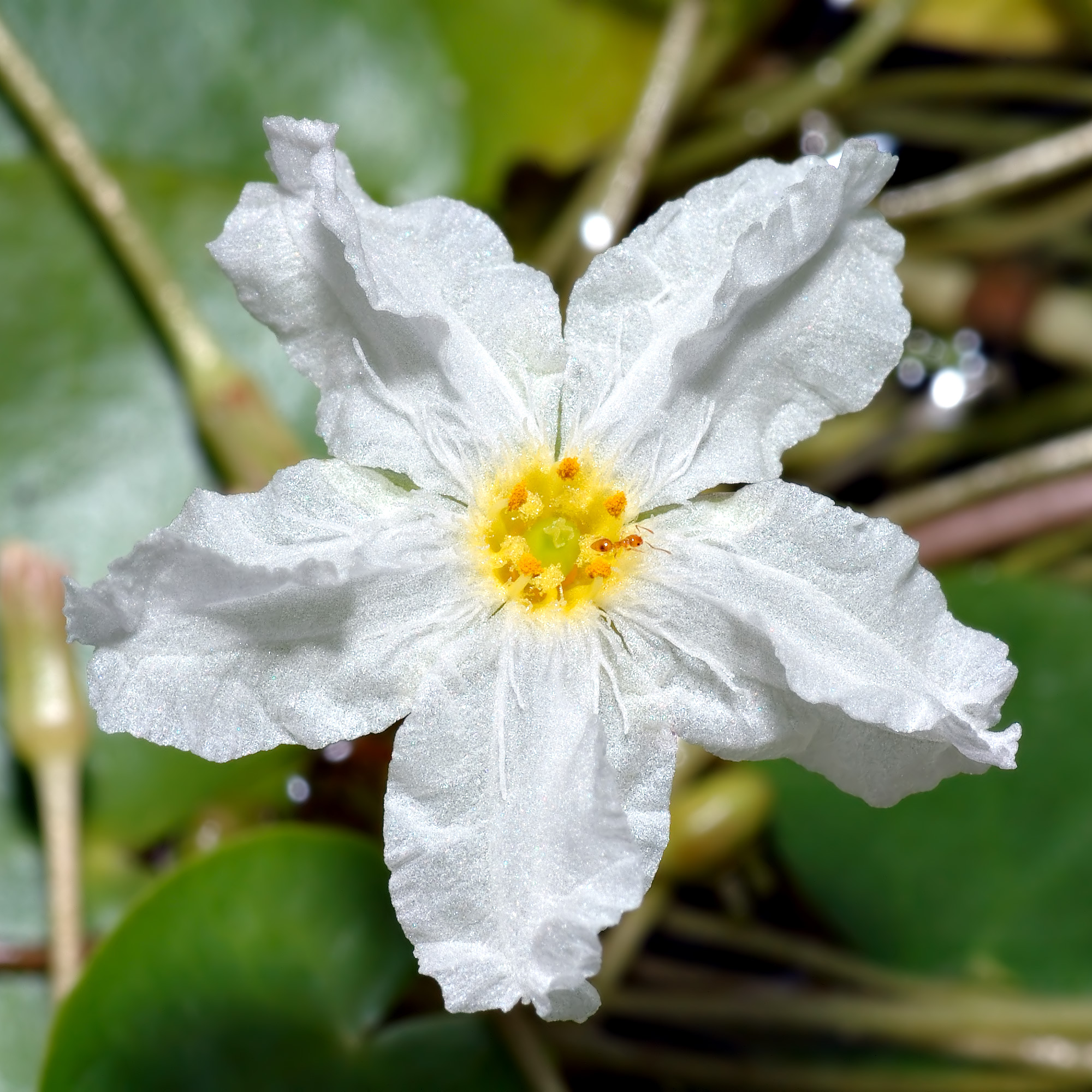
Nymphoides ezannoi
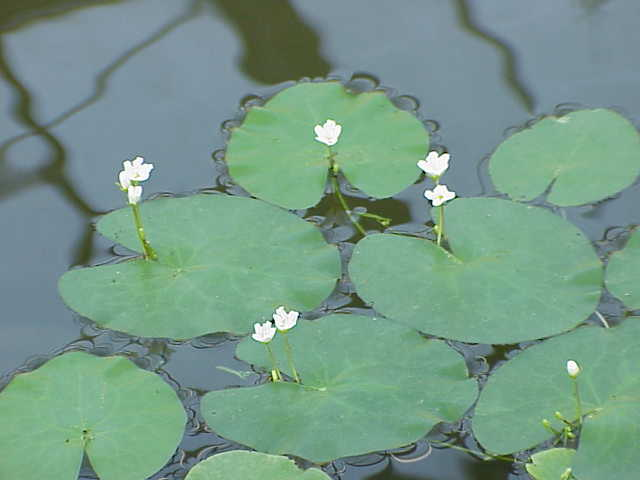
Nymphoides ezannoi
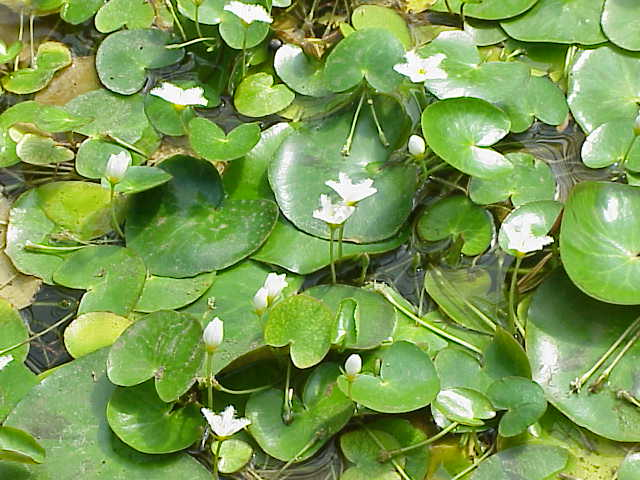
Nymphoides indica
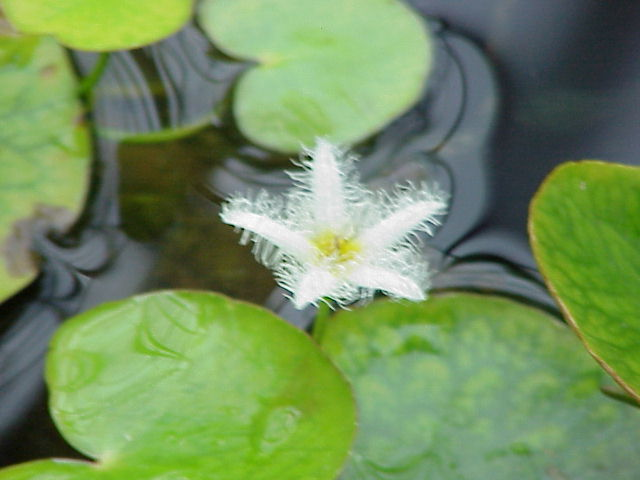
Nymphoides indica
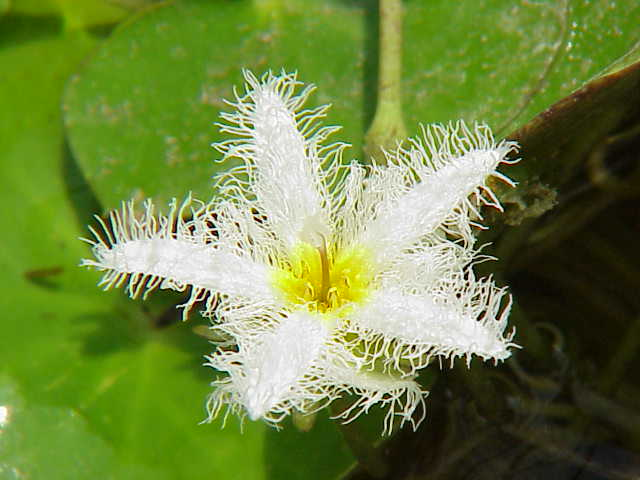
Nymphoides indica